# Beautiful Pain
«Beautiful Pain» — четвертий бонус-трек з делюкс-видання восьмого студійного альбому американського репера Емінема The Marshall Mathers LP 2. Приспів і бридж виконує австралійська співачка  Sia. Пісня закликає долати будь-які невдачі й учитися на минулих помилках, щоб стати ще сильнішим. У тексті як метафори використано образи вогню.

## Чартові позиції
| Чарт (2013)                        | Найвища позиція |
| ---------------------------------- | --------------- |
| Велика Британія (UK Singles Chart) | 67              |
| Німеччина (Media Control AG)       | 87              |
| США (Billboard Hot 100)            | 99              |